# NGC 6669
NGC 6669 is een open sterrenhoop in het sterrenbeeld Hercules. Het hemelobject werd op 2 juli 1864 ontdekt door de Duitse astronoom Albert Marth.